# 四甲基偶氮二甲酰胺
四甲基偶氮二甲酰胺（英語： 或 ，缩写TMAD）是一种含氮有机化合物，化学式C
6H
12N
4O
2，能将蛋白质中的硫醇氧化为二硫化物，也能在光延反应中取代偶氮二甲酸二乙酯。